# Mustacciuoli
Le mustacciuoli (également connu sous le nom de mustaccioli ou mostaccioli) est une pâtisserie traditionnelle de Naples, généralement servie à l'époque de Noël.
Le mustaccioli a la forme d'un parallélogramme, et consiste en un intérieur moelleux, épicé, ressemblant à un gâteau, recouvert de chocolat. Ces dernières années, il existe de nombreuses variantes de mostaccioli vendus à Naples, où le glaçage au chocolat peut être remplacé par un glaçage au chocolat blanc ou du sucre glace et des fruits confits. Les mostacciolis sont souvent vendus aux côtés d'autres sucreries napolitaines, notamment les roccocò, les raffiuoli, les susamielli et les struffoli à Noël.

## Histoire
Le mostacciolis napolitains ont été mentionnés par Bartolomeo Scappi, cuisinier personnel du Pape Pie V dans le cadre de son pranzo alli XVIII di ottobre (déjeuner du 18 octobre).